# Zhu Chengzhu
Zhu Chengzhu (Chinees: 朱成竹; Zhejiang, China, 15 januari 1997) is een Hongkongs professioneel tafeltennisster. Zij speelt rechtshandig, met de shakehandgreep. Zhu is haar achternaam.
Zij was reservespeler voor het Hongkongse team op de Olympische Zomerspelen 2020 maar viel niet in. Het team won brons.

## Belangrijkste resultaten
- Brons met het team op de wereldkampioenschappen 2024 in Busan.